# Nenáročná videohra
Nenáročná videohra je videoherní žánr, který je zacílen na široké spektrum hráčů. Může se lišit typem hratelnosti i žánrem, nicméně podstatou nenáročných her je, že mají relativně jednoduchá pravidla, vyžadují nižší úroveň schopností hráče a jednotlivá kola mohou trvat relativně krátkou dobu. Při jejich spuštění jsou designovány tak, že je mohou hrát i osoby, které počítačové hry běžně nehrají nebo je hraní jen sporadicky a ležérně. Kromě hraní her přímo v počítači jdou nenáročné hry někdy hrát také ve webovém prohlížeči nebo na mobilních zařízeních. Protikladem nenáročných videoher jsou tzv. hardcore videohry určené pro zapálené a zkušené hráče, kteří typicky záměrně vyhledávají hry, jejichž hraní je náročné. 
V průběhu historie vznikla celá řada nenáročných videoher, mj. kvůli velké poptávce a možnosti vývojářů zacílit na poměrně široké spektrum hráčů. V průběhu 90. let 20. století a nultých let 21. století se některá vývojářská studia specificky zaměřila na tvorbu nenáročných videoher. Jejich cena se v průměru pohybuje níže než cena náročnějších her; opět zejména z důvodu, aby bylo možno zacílit na co možná nejširší publikum. Některé nenáročné videohry jsou free-to-play a vývojáři je monetizují pomocí reklam nebo mikrotransakcí. V roce 2005 byla založena asociace zvaná Casual Games Association sdružující některé vývojáře takových videoher. 
Kolem roku 2017 se začal v angličtině objevovat termín hyper-casual game (tj. ultranenáročná videohra), který označuje takové videohry, které jsou mimořádně jednoduché na naučení a pochopení a je možné je hrát přímo v prohlížeči nebo dokonce v chatovací aplikaci. Takové hry jsou zpravidla monetizovány pomocí reklam. 
Nenáročné hry mohou být prakticky jakéhokoliv žánru, nicméně typicky jde o deskové hry, slovní hry, karetní hry, hlavolamy, různé simulátory, ale i adventury a akční videohry. Mezi nejznámější nenáročné videohry patří tituly jako například Stardew Valley, Plants vs. Zombies, Wii Sports, Mario Party, Super Monkey Ball Banana Rumble, Prison Architect nebo Golf With Your Friends, ale pod nenáročné hry je možné zařadit i tituly jako Minecraft, The Sims 4, Among Us, Overcooked, Hollow Knight nebo Animal Crossing (neexistuje však přesná hranice pro určení, zda lze hra označit za nenáročnou, či nikoliv).
Někdy je termín nenáročná hra používán pro videohry, které nemají vysoké nároky na výkon počítače nebo jiného zařízení používaného ke hraní videoher.